# Muřinkový vrch

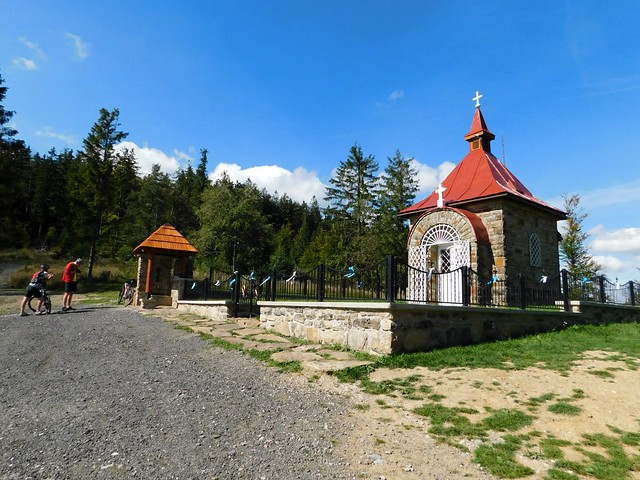
Kapliczka

Muřinkový vrch (975 m n.p.m.) – szczyt w Beskidzie Morawsko-Śląskim w paśmie Połomów na granicy pomiędzy Czechami a Słowacją, ok. 3 km na południe od Łomnej Górnej. Bezwidokowy szczyt zalesiony jest przez świerk.
200m na zachód od szczytu znajduje się Muřinkový vrch – kaple, gdzie wybudowano kapliczkę i źródełko, ustawiono WC (w postaci Toi Toi) i ławki do spoczynku.

## Szlaki
- Czerwony wschód – na Velký Polom (1,5 km)
- Czerwony zachód – na Burkův vrch (1,5 km)
- Żółty – do Łomnej Górnej (3 km)